# Natalie Wippel Barboza
Natalie Wippel Barboza (24 de dezembro de 1985) é uma jogadora de futebol de areia brasileira que atua como goleira.

## Biografia e carreira
Wippel começou a praticar futevôlei em Copacabana aos seis anos de idade. Mais tarde, migrou para o futebol de areia.
Jogando pelo Vasco da Gama, venceu o Campeonato Brasileiro de Clubes de 2017 e foi vice-campeã em 2018. Wippel foi eleita a melhor goleira do Campeonato Carioca de 2019 e 2020.
Em 2019, intregou a primeira Seleção Brasileira que disputou os Jogos Mundiais de Praia, no Qatar, tendo terminado na terceira colocação.

## Principais conquistas

### Equipes
Campeonato Brasileiro de Clubes
- Campeã – 2017
- Vice-campeã – 2018

### Prêmios individuais
Melhor goleira do Campeonato Carioca
- Venceu – 2019
- Venceu – 2020